# John Kosgei
John Kosgei (né le 15 juillet 1973) est un athlète kényan, spécialiste du 3 000 m steeple. 

## Biographie
Il établit la meilleure performance mondiale de l'année 1996 sur 3 000 m steeple en parcourant la distance en 8 min 5 s 68 à Milan.
Il remporte la médaille d'or du 3 000 m steeple lors des Jeux du Commonwealth de 1998, à Kuala Lumpur, en devançant son compatriote Bernard Barmasai. Il se classe deuxième des Goodwill Games de 1998.

### Palmarès
| Date | Compétition          | Lieu         | Résultat | Épreuve         | Performance   |
| ---- | -------------------- | ------------ | -------- | --------------- | ------------- |
| 1998 | Jeux du Commonwealth | Kuala Lumpur | 1er      | 3 000 m steeple | 8 min 15 s 34 |
| 1998 | Goodwill Games       | Uniondale    | 2e       | 3 000 m steeple | 8 min 18 s 04 |

### Records
| Épreuve         | Performance  | Lieu   | Date         |
| --------------- | ------------ | ------ | ------------ |
| 3 000 m steeple | 8 min 3 s 89 | Monaco | 16 août 1997 |